# Combe
Pour les articles homonymes, voir Combe (homonymie).
Ne doit pas être confondu avec Val (géomorphologie).

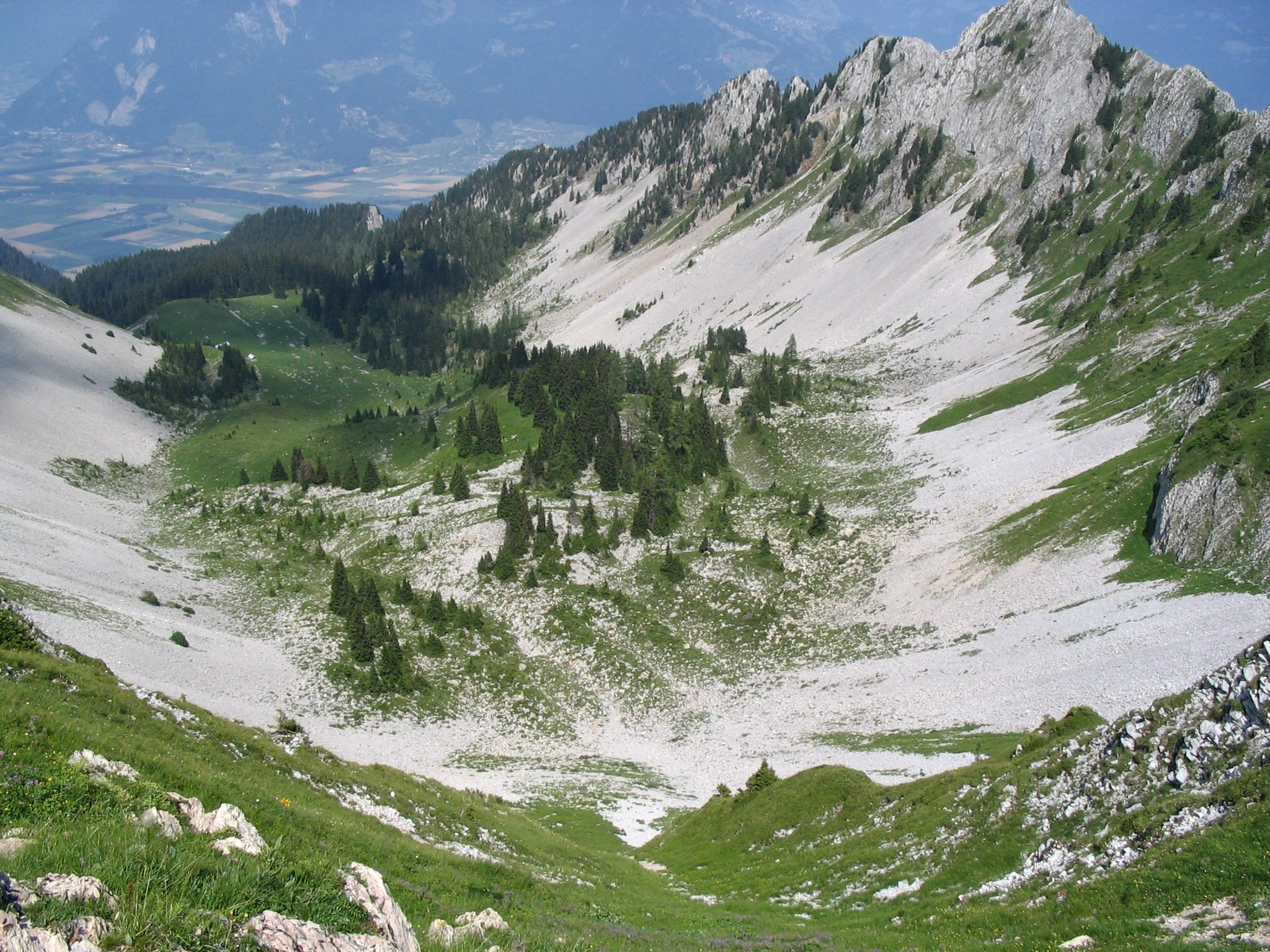
Vue de la combe de Dreveneuse, dans le canton du Valais, en Suisse.

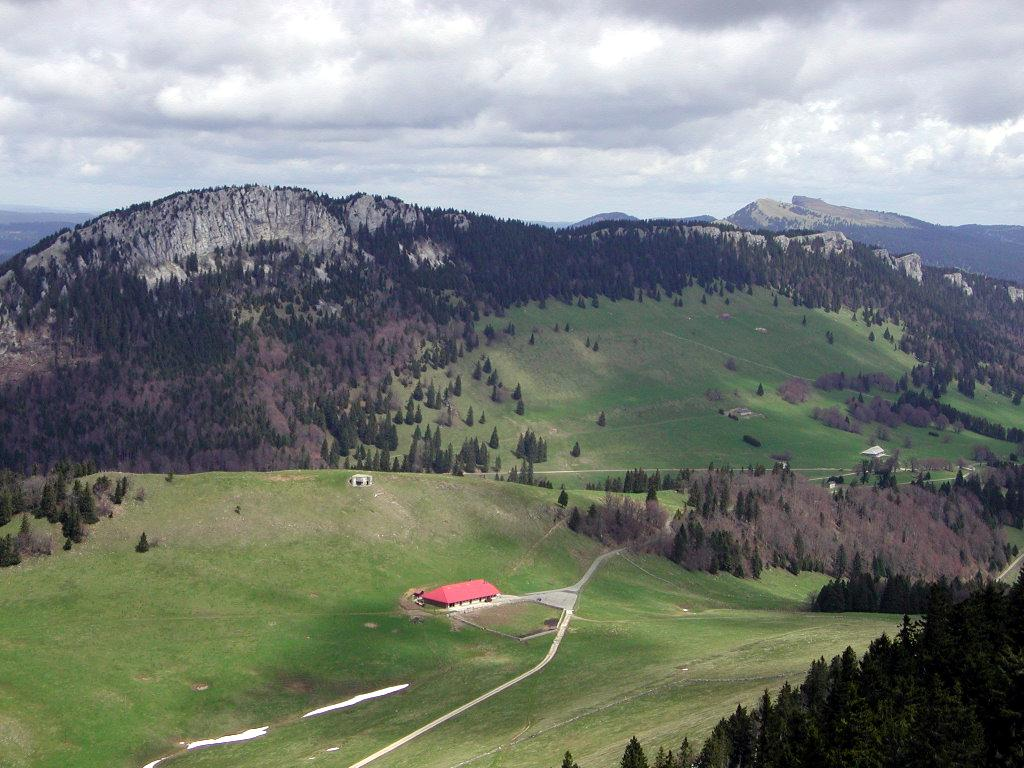
Aiguilles de Baulmes vues du Suchet. L'anticlinal du Suchet est organisé en deux crêts opposés (Aiguilles et Suchet) séparés par une combe axiale divisée en deux par un mont dérivé (engendré par l'érosion différentielle qui dégage en mont une couche dure sous-jacente), donc ayant valeur de combe double.

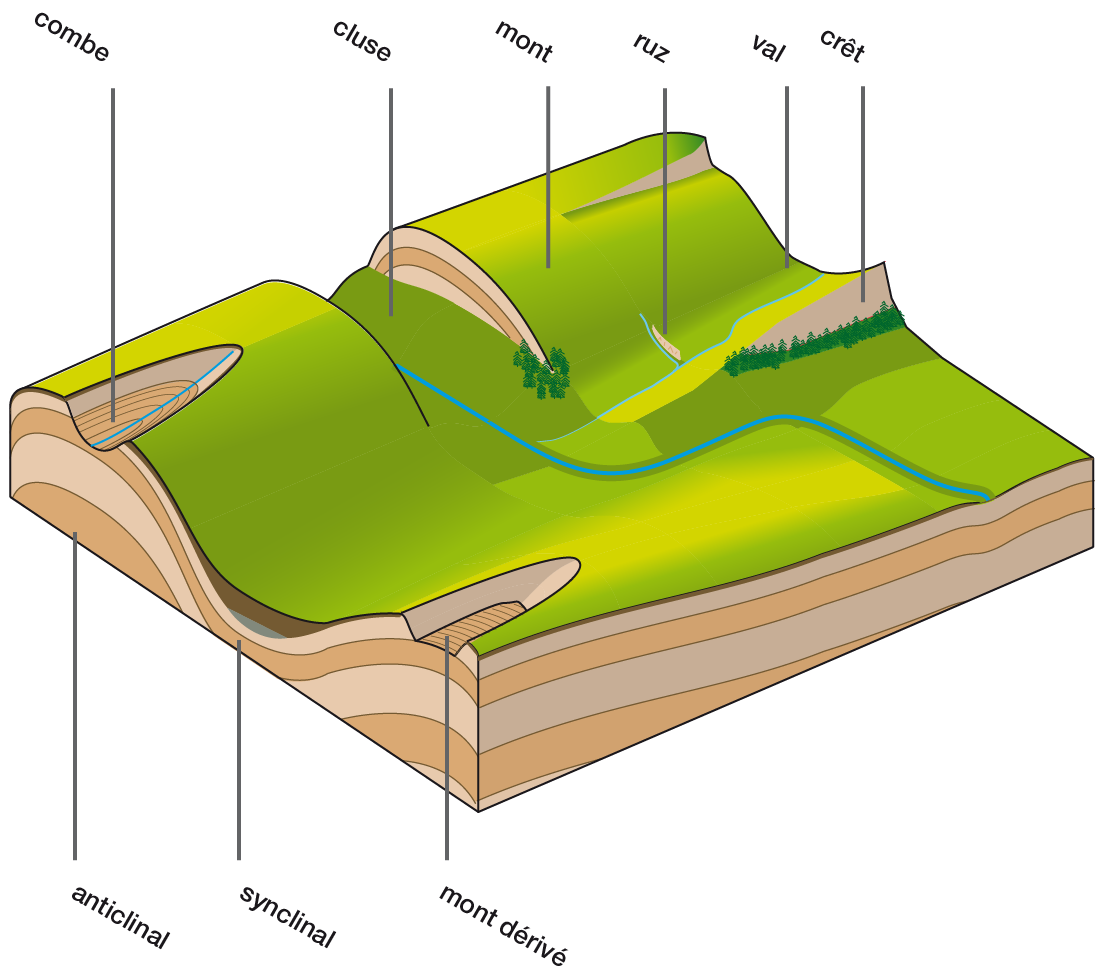
Les différentes formes du relief jurassien dont la combe.

Une combe est une vallée creusée au sommet et dans l'axe d'un pli anticlinal. Elle est dominée de chaque côté par des versants escarpés, les crêts. La dépression se forme grâce à l'érosion du toit de l'anticlinal qui se produit dès son émersion marine et le début du plissement. « La fracturation des voûtes anticlinales est à l'origine d'une accélération des processus d'érosion d'origine physique (déchaussement, cryoclastie...) et chimique (dissolution) et responsable du creusement des combes ».
De même que les autres formes typiques du relief jurassien, la combe est un relief structural fréquent dans le Jura mais qui se rencontre aussi ailleurs.

## Étymologie
En linguistique et en toponymie, le terme « combe », issu du gaulois cumba, attesté sous les formes Comps, Cons, Combs, qui signifie « creux » ou « vallée », désigne une dépression de profil intermédiaire, moins encaissée que le creux mais moins vaste que la vallée,. Dans les Pyrénées, le mot gascon coume est utilisé pour désigner ce type de vallon. Le mot « combe » a inspiré le patronyme de Lacombe, très fréquent en Aveyron[réf. souhaitée].

## Lecture de paysage
Les combes sont fréquemment occupées par des pâturages ou des prés humides, voire des lacs, des cours d'eau temporaires et/ou permanents, des tourbières ou des marais, contrastant avec les plateaux voisins où la circulation superficielle des eaux est moins élevée. En effet, ces cuvettes allongées ont un substrat souvent constitué de roches tendres (argiles, marnes, marno-calcaires, moraine de fond imperméables) démantelés par l'érosion. Les versants très pentus des crêts sont généralement boisés (masquant alors des éboulis) alors que leurs sommets constituent des escarpements rocheux dont le modelé dépend de l'épaisseur relative des couches résistantes et meubles, ainsi que du pendage. Les colluvions qui empâtent le bas des pentes sont responsables de la topographie adoucie des combes. L'érosion, en facilitant le dégagement de larges combes et de nombreuses cluses, est un des facteurs expliquant la concentration des axes de transport au niveau de ces reliefs.